# Schloss Ohrada
Das Jagdschloss Ohrada (deutsch Wohrad) liegt in der Gemeinde Hluboká nad Vltavou im Okres České Budějovice in Tschechien, am Südufer des Fischteiches Munický rybník, einen Kilometer südöstlich von Hluboká nad Vltavou.

## Geschichte
Das Jagdschloss entstand in den Jahren 1708–1713 nach einem Entwurf des Prager Baumeisters Paul Ignaz Bayer für den Fürsten Adam Franz Schwarzenberg, der es für repräsentative Zwecke nutzte, wie Veranstaltungen und Wildjagden. 1961 wurde das Schloss vom Landwirtschaftsmuseum Prag übernommen, das dort ein Museum des Forstwesens und Fischfangs einrichtete.

## Beschreibung
Das Portal und die Kamine stammen vom Prager Steinmetz Jan Oldřich Manes.
Neben dem Schloss liegen der Zoo Hluboká nad Vltavou und der Hof Vondrov.

Großer Saal mit Jagdtrophäen
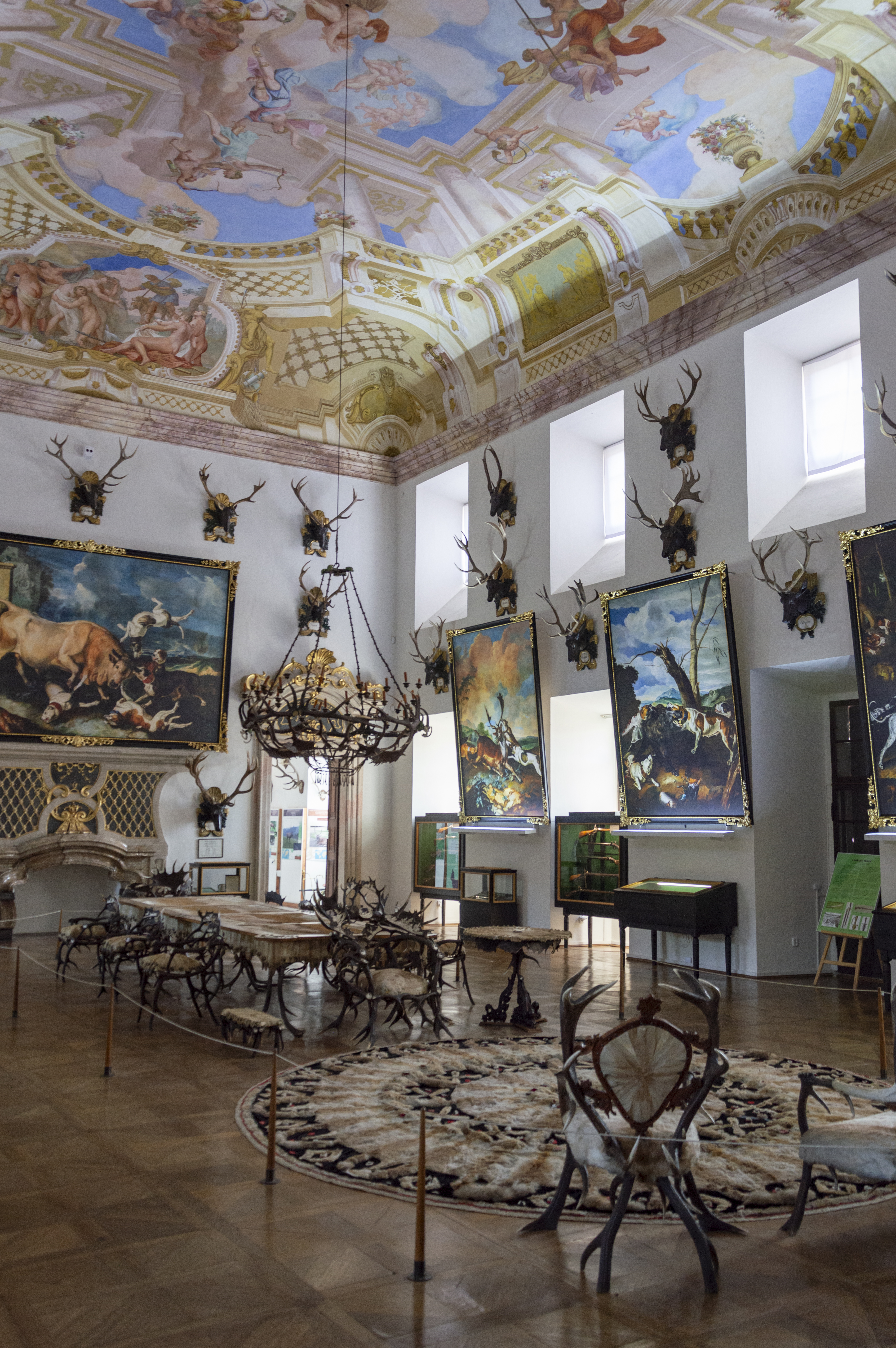
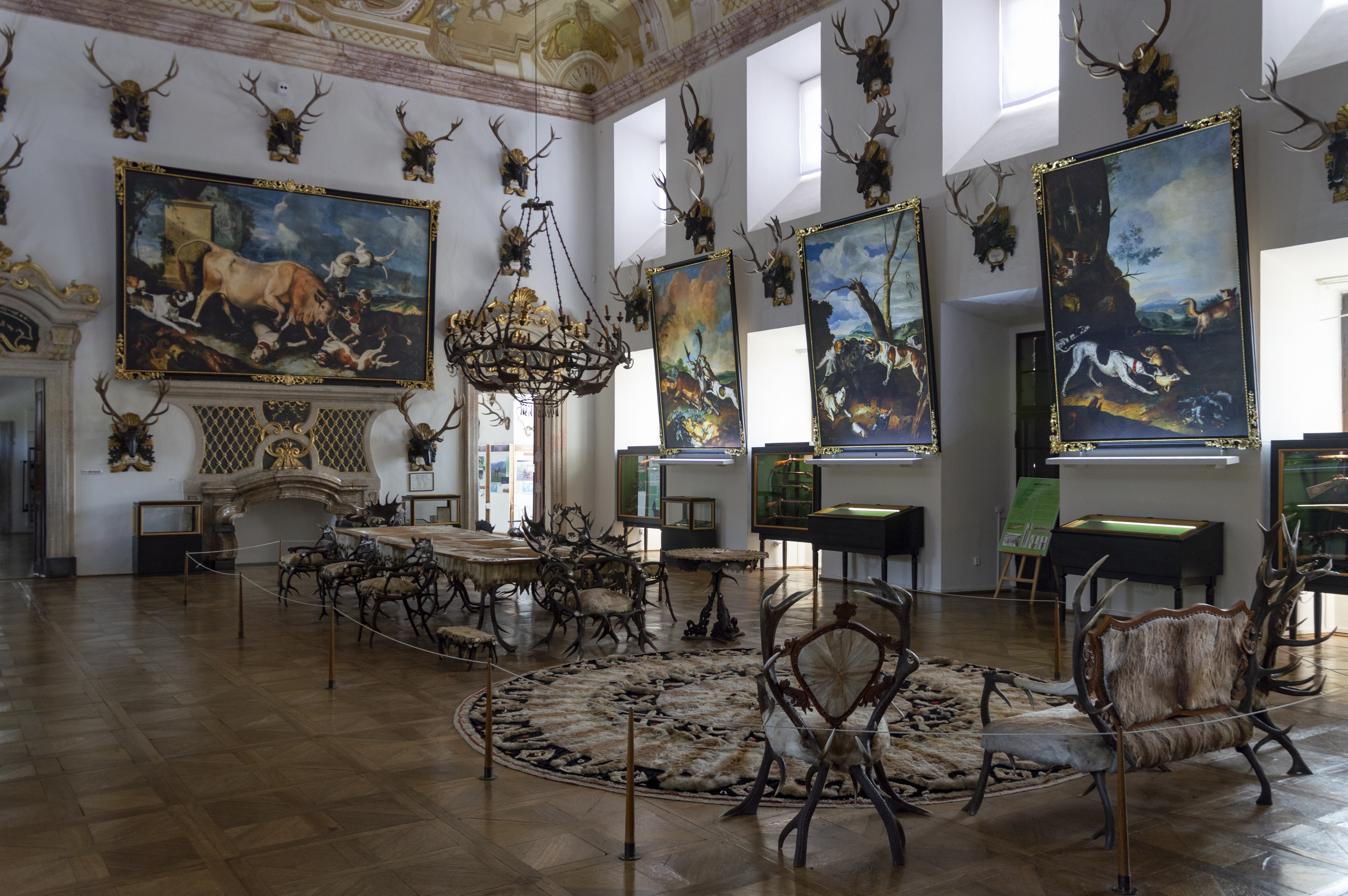
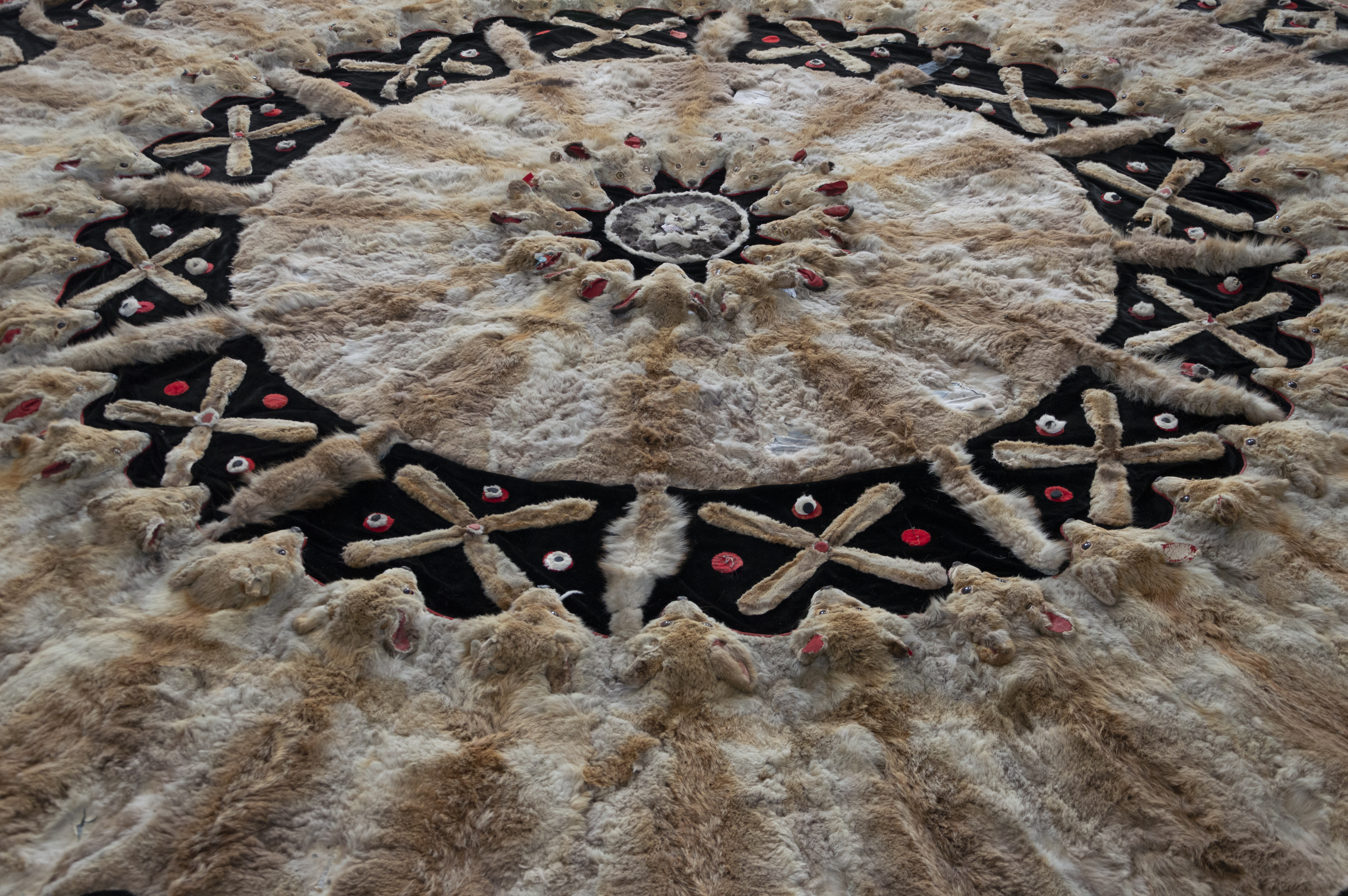
Teppich aus 47 Rotfuchsfellen
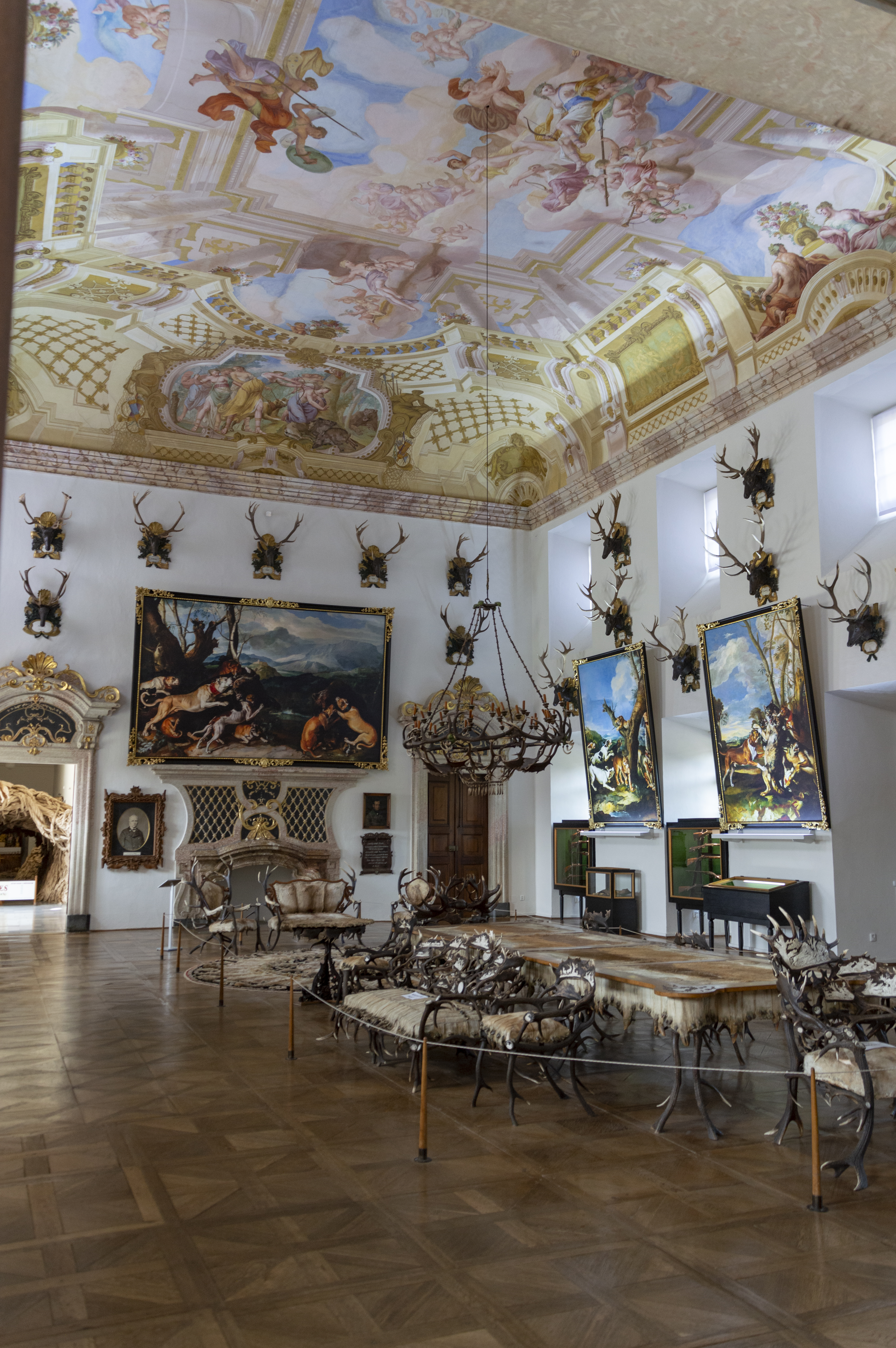